# Chris Kirkland
Christopher Edmund Kirkland (Barwell, 2 mei 1981) is een Engels voormalig betaald voetballer die speelde als doelman. In zijn loopbaan van 1998 tot 2016 kwam hij uit voor negen verschillende clubs, vooral bij Wigan Athletic en Sheffield Wednesday kwam hij veel in actie. Kirkland maakte in 2006 zijn debuut in het Engels voetbalelftal. Deze wedstrijd was uiteindelijk ook zijn laatste interland.

## Clubcarrière
Kirkland trainde als tiener mee met Coventry City, Leicester City en Blackburn Rovers en hij koos voor die eerste club. In het seizoen 1999/00 speelde hij slechts bekerduels, maar vanaf het seizoen erop mocht de doelman ook in de competitie uitkomen. Aan het einde van die jaargang werd de toen negentienjarige doelman verkozen tot de beste jonge speler van de club en Arsenal en Liverpool toonden interesse. In de zomer van 2001 tekende Kirkland voor Liverpool, dat ook doelman Jerzy Dudek van Feyenoord haalde. Hij begon als reservekeuze achter Dudek, maar na een reeks slechte prestaties van de Pool, kreeg Kirkland de kans. Hij raakte in januari 2003 echter voor een half jaar geblesseerd. Na verloop van tijd zakte hij in de pikorde nog achter aankoop Scott Carson.
In de zomer van 2005 werd Kirkland verhuurd aan West Bromwich Albion, nadat hij zelfs vierde keuze was geworden achter aankoop José Manuel Reina, Dudek en Carson. Hij was eerste doelman van West Brom, maar na opnieuw een blessure verloor hij zijn plaats aan Tomasz Kuszczak. In juli 2006 werd hij voor zes maanden verhuurd aan Wigan Athletic. Na negen wedstrijd gespeeld te hebben, werd deze overeenkomst in oktober permanent gemaakt en hij tekende voor drie jaar, tot medio 2009. In de zomer van 2008 werd deze verbintenis met drie jaar verlengd. In november 2010 werd Kirkland voor twee maanden verhuurd aan Leicester City. Door een rugblessure leek deze deal niet door te gaan, maar uiteindelijk herstelde de doelman zich snel. Op 12 oktober 2011 werd Kirkland tot januari verhuurd aan Doncaster Rovers. Binnen een week werd hij weer teruggestuurd vanwege een rugblessure. In de zomer van 2012 tekende de doelverdediger een contract bij Sheffield Wednesday. In Sheffield was hij drie seizoenen actief; tijdens zijn eerste twee jaargangen was hij grotendeels basisspeler, maar in het seizoen 2014/15 speelde hij slechts vier wedstrijden. In de zomer van 2015, na het aflopen van zijn contract, tekende Kirkland een eenjarig contract bij Preston North End. Bij Preston speelde de doelman vijf wedstrijden. In de zomer van 2016 liep zijn verbintenis af en hierop tekende hij eind juni voor Bury. Iets meer dan een maand later verliet Kirkland de club weer; met wederzijdse goedkeuring werd zijn contract ontbonden. Een dag later besloot de doelman een punt te zetten achter zijn actieve carrière.

## Clubstatistieken
| Seizoen | Club                 | Competitie     | Competitie | Competitie | Beker | Beker | Internationaal | Internationaal | Totaal | Totaal |
| Seizoen | Club                 | Competitie     | Wed.       | Dlp.       | Wed.  | Dlp.  | Wed.           | Dlp.           | Wed.   | Dlp.   |
| ------- | -------------------- | -------------- | ---------- | ---------- | ----- | ----- | -------------- | -------------- | ------ | ------ |
| 1999/00 | Coventry City        | Premier League | 0          | 0          | 1     | 0     | —              | —              | 1      | 0      |
| 2000/01 | Coventry City        | Premier League | 23         | 0          | 4     | 0     | —              | —              | 27     | 0      |
| 2001/02 | Coventry City        | Championship   | 1          | 0          | 0     | 0     | —              | —              | 1      | 0      |
| 2001/02 | Liverpool            | Premier League | 1          | 0          | 1     | 0     | 2              | 0              | 4      | 0      |
| 2002/03 | Liverpool            | Premier League | 8          | 0          | 6     | 0     | 1              | 0              | 15     | 0      |
| 2003/04 | Liverpool            | Premier League | 6          | 0          | 2     | 0     | 4              | 0              | 12     | 0      |
| 2004/05 | Liverpool            | Premier League | 10         | 0          | 0     | 0     | 4              | 0              | 14     | 0      |
| 2005/06 | West Bromwich Albion | Premier League | 10         | 0          | 2     | 0     | —              | —              | 12     | 0      |
| 2006/07 | Wigan Athletic       | Premier League | 26         | 0          | 0     | 0     | —              | —              | 26     | 0      |
| 2007/08 | Wigan Athletic       | Premier League | 37         | 0          | 1     | 0     | —              | —              | 38     | 0      |
| 2008/09 | Wigan Athletic       | Premier League | 32         | 0          | 2     | 0     | —              | —              | 34     | 1      |
| 2009/10 | Wigan Athletic       | Premier League | 32         | 0          | 0     | 0     | —              | —              | 32     | 0      |
| 2010/11 | Wigan Athletic       | Premier League | 4          | 0          | 0     | 0     | —              | —              | 4      | 0      |
| 2010/11 | Leicester City       | Championship   | 3          | 0          | 0     | 0     | —              | —              | 3      | 0      |
| 2011/12 | Doncaster Rovers     | Championship   | 1          | 0          | 0     | 0     | —              | —              | 1      | 0      |
| 2012/13 | Sheffield Wednesday  | Championship   | 46         | 0          | 1     | 0     | —              | —              | 47     | 0      |
| 2013/14 | Sheffield Wednesday  | Championship   | 35         | 0          | 1     | 0     | —              | —              | 36     | 0      |
| 2014/15 | Sheffield Wednesday  | Championship   | 4          | 0          | 4     | 0     | —              | —              | 8      | 0      |
| 2015/16 | Preston North End    | Championship   | 5          | 0          | 1     | 0     | —              | —              | 6      | 0      |
| 2016/17 | Bury                 | League One     | 0          | 0          | 0     | 0     | —              | —              | 0      | 0      |
| Totaal  | Totaal               | Totaal         | 280        | 0          | 26    | 0     | 11             | 0              | 317    | 0      |

## Interlandcarrière
Zijn debuut voor het Engels voetbalelftal maakte Kirkland op 16 augustus 2006, toen er met 4–0 gewonnen werd van Griekenland. De doelman mocht van debuterend bonscoach Steve McClaren in de rust invallen voor Paul Robinson. De doelpunten werden gemaakt door John Terry, Frank Lampard en Peter Crouch, die voor twee treffers tekende. Met zijn invalbeurt werd hij de eerste speler van Wigan Athletic ooit in het Engelse nationale team.

### Gespeelde interlands
| Interlands van Chris Kirkland voor Engeland | Interlands van Chris Kirkland voor Engeland | Interlands van Chris Kirkland voor Engeland | Interlands van Chris Kirkland voor Engeland | Interlands van Chris Kirkland voor Engeland | Interlands van Chris Kirkland voor Engeland |
| №                                           | Datum                                       | Wedstrijd                                   | Uitslag                                     | Competitie                                  | Goals                                       |
| Als speler van Wigan Athletic               | Als speler van Wigan Athletic               | Als speler van Wigan Athletic               | Als speler van Wigan Athletic               | Als speler van Wigan Athletic               | Als speler van Wigan Athletic               |
| ------------------------------------------- | ------------------------------------------- | ------------------------------------------- | ------------------------------------------- | ------------------------------------------- | ------------------------------------------- |
| 1                                           | 16 augustus 2008                            | Engeland – Griekenland                      | 4 – 0                                       | Vriendschappelijk                           |                                             |

## Trainerscarrière
In januari 2017, een halfjaar na zijn pensioen als voetballer, werd Kirkland keeperstrainer bij Port Vale.

## Erelijst
| League Cup       | 1 | 2002/03 |
| Champions League | 1 | 2004/05 |